# Nelson H. Barbour
Nelson H. Barbour (21 de agosto de 1824-30 de agosto de 1905) fue un escritor y editor adventista, más conocido por su asociación y posterior oposición a Charles Taze Russell.

## Biografía
Nelson H. Barbour nació en Throopsville, Nueva York el 21 de agosto de 1824 y murió en Tacoma, Washington el 30 de agosto de 1905.
Barbour era hijo de David Barbour y nieto de Friend Barbour. Tanto los documentos familiares como los oficiales utilizan la ortografía "Barbour" y su ortografía alternativa "Barber".
Estaba relacionado con varios neoyorquinos prominentes, incluido Dio Lewis. Asistió a la Academia Temple Hill en Geneseo, Nueva York, de 1839 a 1842. Mientras estuvo en Temple Hill, también estudió para el ministerio Metodista Episcopal con un anciano Ferris, posiblemente William H. Ferris.
Barbour conoció el millerismo a través de los esfuerzos de un Sr. Johnson que dio una conferencia en Geneseo, en el invierno de 1842. Barbour se asoció con otros milleritas que vivían en esa área. Estos incluyeron a Owen Crozier, William Marsh, Daniel Cogswell y Henry F. Hill. Cogswell más tarde se convirtió en presidente de la Conferencia de Nueva York de la Iglesia Cristiana Adventista. Hill se convirtió en un autor destacado asociado con los adventistas evangélicos (Adventismo # Conferencia de Albany (1845)).
Los adventistas del área de Geneseo se reunieron en Springwater (Springwater, Nueva York) para esperar la segunda venida en 1843. Su desilusión fue profunda y Barbour sufrió una crisis de fe. Más tarde escribió: "Nos mantuvimos juntos hasta el otoño de 1844. Entonces, como si una balsa que flota en aguas profundas de repente desapareciera de debajo de su carga viviente, nuestra plataforma se desvaneció debajo de nosotros y nos dirigimos a la orilla en todas direcciones; pero nuestra unidad se había ido, y, como hombres que se ahogan, caímos en la paja".
Barbour siguió una carrera médica y se convirtió en electricista médico, un terapeuta que trataba enfermedades mediante la aplicación de corriente eléctrica, que en ese momento se consideraba una terapia válida.
Fue a Australia en busca de oro y regresó a través de Londres en 1859. Barbour afirmó haber predicado durante su estancia en Australia. Una discusión a bordo de un barco con un clérigo reactivó su interés en la profecía de la Biblia. Consultó libros sobre temas proféticos en la Biblioteca Británica y se convenció de que 1873 marcaría el regreso de Cristo, basándose en ideas avanzadas por otros desde al menos 1823.
De regreso a los Estados Unidos, Barbour se instaló en la Ciudad de Nueva York, continuando sus estudios en la Biblioteca Astor. Cuando estaba completamente convencido, escribía cartas y visitaba a quienes creía que podían difundir mejor su mensaje, aunque pocos estaban interesados.
Barbour se convirtió en inventor y se asoció con Peter Cooper, el fundador de Cooper Union. Él patentó varios inventos. Hacia 1863 estaba en la práctica médica, dividiendo su tiempo entre Auburn (Auburn, Nueva York) y Rochester, Nueva York (Rochester, Nueva York). Regresó a Londres en 1864 para demostrar uno de sus inventos. Usó su asociación con otros inventores y científicos para difundir su doctrina de los últimos tiempos, y algunos de sus primeros asociados en esa creencia fueron inventores y médicos.
Publicó algo ya en 1868, aunque se ha perdido. En 1871 escribió y publicó un pequeño libro titulado Evidences for the Coming of the Lord in 1873, or The Midnight Cry, que tuvo dos tiradas. Los artículos de Barbour también aparecieron en la revista The World's Crisis y Second Advent Messenger.
A medida que se acercaba 1873, varios grupos comenzaron a defenderlo como significativo. Jonas Wendell dirigía uno, otro centrado en la revista The Watchman's Cry, y el resto estaba asociado con Barbour. Los barburitas británicos estuvieron representados por Elias H. Tuckett, un clérigo. Muchos se reunieron en Terry Island para esperar el regreso de Cristo a fines de 1873. Barbour y otros miraron hacia el próximo año, lo que también resultó decepcionante.
Dirigido por Benjamin Wallace Keith, asociado de Barbour desde 1867, el grupo adoptó la creencia en una presencia de dos etapas, inicialmente invisible. Ellos creían que Cristo ciertamente había venido en 1874 y que pronto se haría visible para los juicios. Barbour comenzó una revista en el otoño de 1873 para promover sus puntos de vista, llamándola "The Midnight Cry". Primero se publicó como folleto, sin la expectativa aparente de convertirse en una publicación periódica. Rápidamente cambió el nombre a Herald of the Morning(Heraldo de la mañana), publicándolo mensualmente desde enero de 1874.

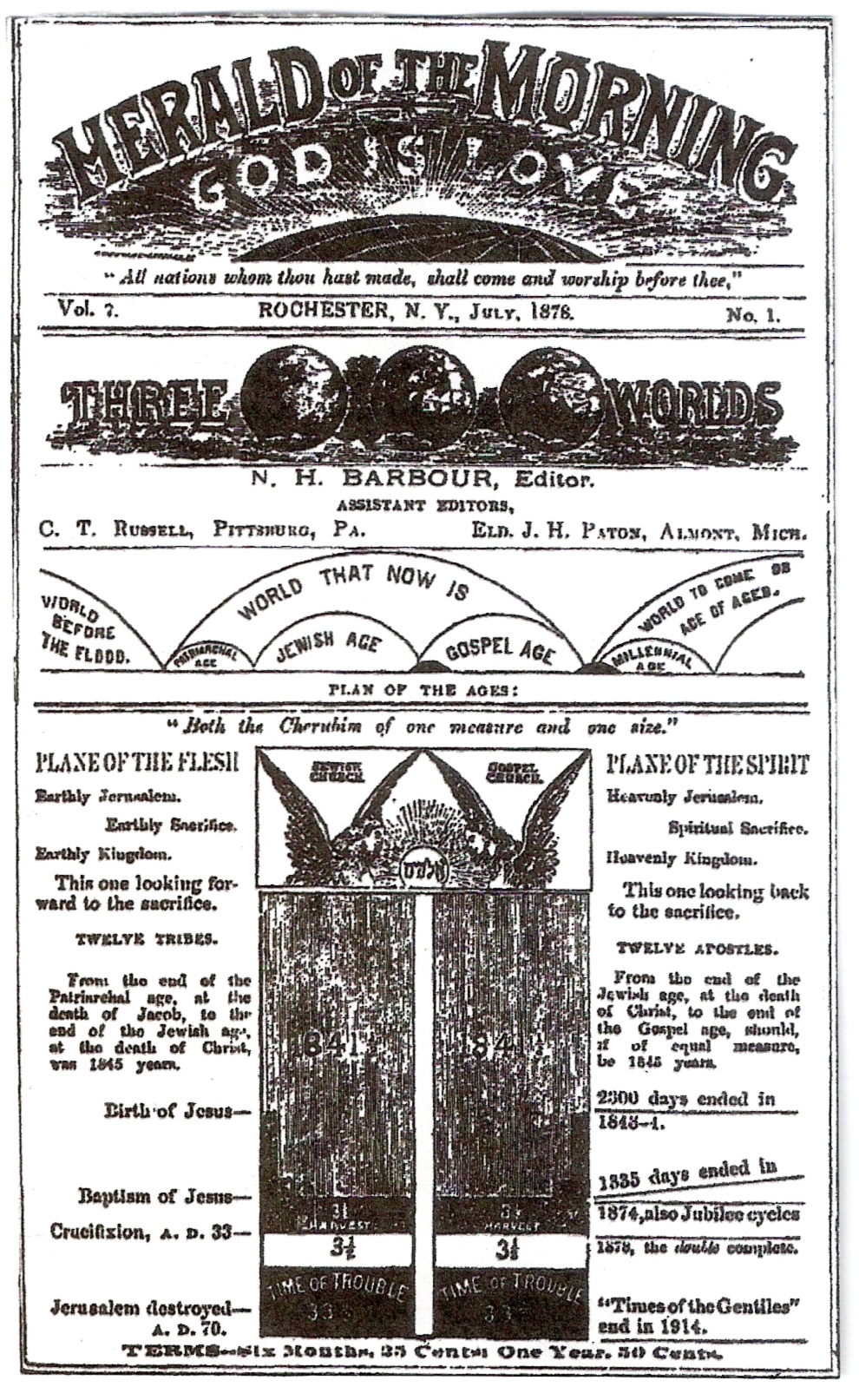
Herald of the Morning, julio de 1878
muestra a Barbour como editor

En diciembre de 1875, Charles Taze Russell, entonces un hombre de negocios de Allegheny (Allegheny, Pensilvania), recibió una copia de Herald of the Morning. Conoció a los principales en el movimiento Barbourite e hizo arreglos para que Barbour hablara en Filadelfia en 1876. Barbour y Russell comenzaron su asociación, durante la cual Barbour escribió el libro Three Worlds (1877) y publicó un pequeño folleto de Russell titulado "Object and Manner of Our Lord's Return". A partir de 1878, cada uno de ellos escribió puntos de vista contradictorios sobre la doctrina Rescate y Expiación en el cristianismo. El 3 de mayo de 1879, Russell escribió que sus "puntos de discrepancia me parecen tan fundamentales e importantes que... siento que nuestra relación debe cesar". En una carta del 22 de mayo de 1879 a Barbour, Russell renunció explícitamente: "Ahora les dejo el 'Herald'. Me retiro por completo, sin pedirles nada... Por favor, anuncien en el próximo número del 'Herald' la disolución y retirar mi nombre [como editor asistente en la cabecera]". En julio de 1879, Russell comenzó a publicar  La Atalaya de Sión, la revista principal del movimiento de los Estudiantes de la Biblia. Varios años después de la muerte de Russell, la revista se asoció con los Testigos de Jehová y pasó a llamarse La Atalaya.
En 1883, Barbour abandonó la creencia en una presencia invisible y volvió a la doctrina adventista más estándar. Había organizado una pequeña congregación en Rochester en 1873. Al menos ese año dejó el adventismo por la fe de la era venidera, una forma de Literalismo británico. Cambió el nombre de la congregación a Iglesia de los Extraños. En años posteriores, la congregación se asoció con la Iglesia de la Bendita Esperanza de Mark Allen y se llamaron a sí mismos Restitucionistas. Una foto de Nelson Barbour apareció en Rochester Union and Advertiser en octubre de 1895.
Barbour publicó intermitentemente Herald of the Morning hasta por lo menos 1903, emitiendo ocasionalmente declaraciones críticas con C. T. Russell. Escribió favorablemente, aunque con cautela, que fue persuadido a creer que 1896 era la fecha del regreso visible de Cristo, una idea que había surgido de la Iglesia Cristiana Adventista. La última fecha fijada por Barbour para el regreso de Cristo fue 1907.
En el momento de su muerte, la iglesia de Rochester contaba con unos cincuenta, con un interés muy menor en otros lugares. En 1903, Barbour participó en una conferencia sobre Mob Spirit en Estados Unidos. Abogó por el establecimiento de un estado predominantemente negro en el suroeste americano.
Barbour murió durante un viaje al oeste en 1905 de "agotamiento".
Después de su muerte, algunos de sus artículos de "El Heraldo de la Mañana" fueron recopilados y publicados en forma de libro como "Lavado en Su Sangre" (1908).

## Otras lecturas
- Penton, M. J. (1983). «The Eschatology of Jehovah's Witnesses: A Short, Critical Analysis».  En Bryant, M. Darrol, ed. The Coming Kingdom: Essays in American Millennialism and Eschatology. Barrytown, New York: International Religious Foundation. pp. 169-208. ISBN 0-913757-00-4. OCLC 10881800.